# روبرت سيمون (لاعب كرة قدم)
روبرت سيمون (بالإسبانية: Robert Simón Rodríguez) (22 مايو 1993 ببادالونا في إسبانيا - ) هو لاعب كرة قدم إسباني في مركز جناح ‏. لعب مع إسبانيول ب.

## وصلات خارجية
- روبرت سيمون على موقع قاعدة بيانات كرة القدم.إي يو (الإنجليزية)
- روبرت سيمون على موقع Soccerway.com (الإنجليزية)